# 宇宙家族ジェットソン
『宇宙家族ジェットソン』（うちゅうかぞくジェットソン、原題：The Jetsons）は、アメリカ合衆国とカナダのカラーによるテレビアニメ。ハンナ・バーベラ・プロダクション制作。1962年から1963年までABC放送で24話までカラー放送された後、1985年から1987年にかけて75話まで製作され、シンジケーション番組として放送された。幾度も再放送されている。
日本での初回放送では、NHK総合で単に『宇宙家族』というタイトルでカラー放送され、本放送が1963年（昭和38年）1月5日から6月15日まで、その後再放送が同年6月22日から同年12月14日まで放送された。放送時間は本放送・再放送共に毎週土曜18:00 - 18:25。全49回（再放送を含む）。
民放やカートゥーン ネットワークでは『宇宙家族』に原題の『ジェットソン』を付け加えて『宇宙家族ジェットソン』というタイトルで放送された。
同じハンナ・バーベラのホームコメディー『原始家族フリントストーン』の未来版といえる作品。

## あらすじ
2062年を舞台とし、オービットシティのスカイパッド・アパートで暮らすジョージ・ジェットソンと妻のジェーン、オービット・ハイスクールに通う長女のジュディ、リトルディッパー・スクールに通う長男のエルロイ坊や、ロボットメイドのロージー、飼い犬のアストロら未来人の日常を描いた作品。

## 登場人物
日本語吹替キャストは左からNHK総合版、TBS版、VHS版の順にて表記。
- ジョージ・ジェットソン（George J. Jetson） - ジョージ・オハンロン→ジェフ・バーグマン / 前田昌明 / 近石真介 / 神谷明

ジェットソン家の父。平凡で何をやってもダメなサラリーマン。
- ジェーン・ジェットソン（Jane Jetson） - ペニー・シングルトン / 三木弘子 / 香椎くに子 / 増山江威子

ジェットソン家の母。元気はつらつとした美人主婦。
- ジュディ・ジェットソン（Judy Jetson） - ジャネット・ウォルド / 清水鞠 / 岡奈津美 / 堀江美都子[5]

ジェットソン家の長女。クラス友達と一緒にダンスやショッピングに行くのが趣味で、そのたびに父から小遣いをもらっている。
- エルロイ・ジェットソン（Elroy Jetson） - ダウズ・バトラー→パトリック・ジマーマン / 松井博子 / 向井真理子 / 鈴木富子

ジェットソン家の長男で、ジュディの弟。まだ幼いが、スポーツ全般が得意。
- アストロ（Astro） - ドン・メシック / ? / ? / 吉川虎範[6]

ジェットソン家の飼い犬。犬にしては手先が器用で、言葉も話せる。エルロイの遊び相手。
- ロジー（Rosie） - ジェーン・ヴァンダー・ピル / ? / ? / ?

ジェットソン家で働くメイドロボット。家事は主に彼女の担当。
- Mr.スペースリー（Cosmo G. Spacely） - メル・ブランク→ジェフ・バーグマン / ? / 相模武 / 永井一郎

ジョージの会社の社長。かなり短気でいつもジョージを叱り飛ばす。

## サブタイトル
| 話数 （NHK） | 話数 （TBS） | 話数 | サブタイトル (NHK)                    | サブタイトル (TBS)   | サブタイトル （DVD）                  | サブタイトル （VHS）           | 原題                     | 日本放送日 （NHK） | 日本放送日 （TBS） | 備考 |
| ------------ | ------------ | ---- | ------------------------------------- | -------------------- | ------------------------------------- | ------------------------------ | ------------------------ | ------------------ | ------------------ | ---- |
| 1            | ?            | 1    | ロボットお手伝いさん ローズィーの活躍 | ?                    | ロボットお手伝いさん ローズィーの活躍 |                                | Rosie the Robot          | 1963年 1月5日      | ?                  |      |
| 2            | ?            | 2    | ジュディーのデート                    | ?                    | ジュディーのデート                    | デイトはロックで!              | A Date with Jet Screamer | 1月12日            |                    |      |
| 3            | 1            | 3    | とんだお手柄                          | 新車と銀行ギャング   | パパの大手柄                          |                                | The Space Car            | 1月19日            | 1965年 4月4日      |      |
| 4            | ?            | 6    | 月世界のまい子                        | ?                    | 月世界の迷子                          |                                | The Good Little Scouts   | 1月26日            |                    |      |
| 5            | ?            | 8    | マックとロージー                      | ?                    | マックとロージー                      |                                | Rosey's Boyfriend        | 2月2日             |                    |      |
| 6            | ?            | 5    | フットボール見物                      | ?                    | フットボール見物                      |                                | Jetson's Nite Out        | 2月9日             |                    |      |
| 7            | ?            | 7    | エルロイ博士の発明                    | ?                    | エルロイ博士の発明                    |                                | The Flying Suit          | 2月16日            |                    |      |
| 8            | 2            | 4    | アストロ君登場                        | アストロ登場         | アストロ君登場                        |                                | The Coming of Astro      | 2月23日            | 4月11日            |      |
| 9            | ?            | 9    | エルロイ坊やテレビ・スターに          | ?                    | エルロイ坊やテレビ・スターに          |                                | Elroy's TV Show          | 3月2日             |                    |      |
| 10           | ?            | 10   | パパ 課長さんに昇進                   | ?                    | パパ 課長さんに昇進                   |                                | Uniblab                  | 3月9日             |                    |      |
| 11           | ?            | 11   | パパのおじいちゃん                    | ?                    | パパのおじいちゃん                    |                                | A Visit from Grandpa     | 3月16日            |                    |      |
| 12           | ?            | 12   | 秘密兵器アストロ                      | ?                    | 秘密兵器アストロ                      |                                | Astro's Top Secret       | 3月23日            |                    |      |
| 13           | ?            | 14   | テレビの英雄                          | ?                    | テレビの英雄                          |                                | Elroy's Pal              | 3月30日            |                    |      |
| 14           | ?            | 15   | 死んだ気のパパ                        | ?                    | パパのテストパイロット                |                                | Test Pilot               | 4月6日             |                    |      |
| 15           | ?            | 16   | アストロの涙                          | ?                    | アストロの涙                          |                                | Millionaire Astro        | 4月13日            |                    |      |
| 16           | ?            | 17   | パパ 受難の日                         | 小人になったパパ     | パパ 受難の日                         |                                | The Little Man           | 4月20日            | 8月1日             |      |
| 17           | ?            | 13   | ラスピナスの一夜                      | ?                    | ラスピナスの一夜                      |                                | Las Venus                | 4月27日            |                    |      |
| 18           | ?            | 18   | ママは練習中                          | ママ自動車学校に入る | ママは練習中                          |                                | Jane's Driving Lesson    | 5月4日             | 8月15日            |      |
| 19           | ?            | 19   | 兵隊さんになったパパ                  | ?                    | 兵隊さんになったパパ                  |                                | G.I. Jetson              | 5月11日            |                    |      |
| 20           | ?            | 20   | 美の栄冠はだれに                      | ?                    | 美の栄冠はだれに                      |                                | Miss Solar System        | 5月18日            |                    |      |
| 21           | ?            | 23   | 恐怖は突然やってくる                  | ?                    | 恐怖は突然やってくる                  |                                | TV or Not TV             | 5月25日            |                    |      |
| 22           | ?            | 21   | 15センチの悲劇                        | ?                    | 15センチの悲劇                        |                                | Private Property         | 6月1日             |                    |      |
| 23           | ?            | 22   | ママの休日                            | ?                    | ママの休日                            |                                | Dude Planet              | 6月8日             |                    |      |
| 24           | ?            | 24   | エルロイ坊やの反抗                    | ?                    | エルロイ坊やの反抗                    |                                | Elroy's Mob              | 6月15日            |                    |      |
| -            | -            | 52   | -                                     | -                    | -                                     | ウッソー？ホントー？金星宝くじ | Jetsons' Millions        | -                  | -                  |      |
| -            | -            | 映画 | -                                     | -                    | -                                     | ロッキン!!スペースウォーズ     | Rockin With Judy Jetson  | -                  | -                  |      |

原題不明（TBS版）
- 核分裂病のパパ（1965年4月18日放送）
- パパは目撃者（1965年6月13日放送）

## 日本語版制作スタッフ

### NHK版
- 台本 - 荒木[8]

### TBS版
- 脚本・演出 - 高桑慎一郎

### VHS版
- 翻訳 - 大野隆一
- 脚本・演出 - 高桑慎一郎
- 録音 - 遠西勝三（ニュージャパンフィルム）
- 制作協力 - 青二企画
- 制作 - 日本コロムビア

## 放送局
| 放送局                        | 放送時期                                                            | 放送時間               | 備考・出典    |
| ----------------------------- | ------------------------------------------------------------------- | ---------------------- | ------------- |
| NHK総合                       | 1963年1月5日 - 6月15日（本放送） 1963年6月22日 - 12月14日（再放送） | 毎週土曜 18:00 - 18:25 |               |
| TBSテレビ                     | 1965年4月4日 - 9月                                                  | 土曜 18:00 - 18:30     |               |
| 東京12チャンネル (テレビ東京) | 不明                                                                | 不明                   | TBS版の再放送 |

## 劇場版

### 劇場アニメ
『スペースファミリー/ジェットソンズ』
1990年に劇場用に製作され、翌年日本でも公開された。CGも所々に盛り込まれている。

#### ストーリー
ある日、ジョージは突然スペースリー・スプロケットのポスト副社長に就任した。そして、ジョージは閉鎖された工場のスタートボタンを押すが、突如工場が暴走してしまい、そしてジェットソン家の絆も揺れていく。

#### 日本語吹き替えキャスト
- キートン山田（ジョージ[9]）
- 高島雅羅（ジェーン）
- 松本梨香（ジュディ[10]）
- 田中真弓（エルロイ[11]）
- 高宮俊介（アストロ[12]）
- 富田耕生（スペース・リー[13]）

### 実写映画
『The Jetsons』のタイトルでアメリカで2012年に公開。

## ゲーム
ファミリーコンピュータ用ソフトとして1993年にタイトーから『ジェットソン Cogswell's Caper!』のタイトルで発売された。
1994年には海外でのみ『The Jetsons - Invasion of the Planet Pirates』のタイトルでSNES向けにアクションゲームとしてゲーム化され、日本国内ではゲーム雑誌『マル勝スーパーファミコン』のシンボルキャラクターであったルカを主人公に据え、世界観とBGMを一新した『妖怪バスター ルカの大冒険』として発売された。